# 이시바시한다이마에역
이시바시한다이마에역(일본어: 石橋阪大前駅, いしばしはんだいまええき)은 일본 오사카부 이케다시에 있는 한큐 전철 다카라즈카 본선의 역이다. 다카라즈카 본선과 미노오 선이 환승되는 역으로, 이 중에서 미노오 선은 당역을 시발역으로 한다(단, 미노오 선의 일부 열차는 다카라즈카 본선 우메다 방면으로 직통 운행한다). 역 번호는 HK-48이다.
본 역은 전 영업 열차가 정차한다. 특급 "닛세이 익스프레스"는 당역에서 이케다 방향에 대해서 한큐 선내의 통과역은 설정되지 않았다. 따라서, 당역 ~ 다카라즈카역간에는 중간역을 통과하는 영업 열차의 설정이 없다.

## 역사
- 1910년 3월 10일: 미노오아리마 전기궤도(현, 한큐 전철) 다카라즈카 본선과 미노오 선의 개통과 동시에 영업 개시. 한큐에서 오래된 역 중 하나이다.
- 2013년 12월 21일: 역 번호(HK-48) 도입.

## 역 구조
역 구내는 3면 5선이지만, 우메다 방향에서 미노오 선과 다카라즈카 본선이 복선 분기하여 중앙 1개의 삼각형 모양의 외짝 섬식 승강장이 있으며, 섬식 승강장 내 미노오 선의 선로도 끼어들어 가는 복잡한 구조의 지상역이다.
서쪽의 단선 승강장과 중앙의 섬식 승강장이 다카라즈카 본선을 끼고, 중앙의 섬식 승강장과 동쪽의 단선 승강장이 미노오 선을 사이에 두고 있다. 다카라즈카 본선 쪽 승강장이 1,2번 선에서 미노오 선 쪽이 3,4번 선(미노오 방면 ↔ 우메다 방면 간 직통 열차 전용 승강장)이다. 또, 중앙의 섬식 승강장의 일각을 관철하게 하는 미노오 선의 선로가 늘어져 있으며, 두단식 5번 선(미노오 선 회차 열차 전용 승강장)이다.
또한, 출퇴근 혼잡 시간에 운행되는 우메다 발착의 미노오 선 직통 열차 및 미노오 선의 열차 교환 시를 제외하고 통상은 1,2,5번 선만 사용된다. 열차 교환을 위해서 회송되는 열차는 과거에 4번 선에서 입선을 했지만, 2017년 현재 5번 선에서 하차 취급을 하고, 교환한 후에 회송으로 히라이 차고까지 운전되도록 개선되었다.
개찰구는 1번 선 우메다 방향의 서쪽 개찰구와 2,5번 선의 경계 부분에 동쪽 개찰구로 2곳이 있다. 각 승강장 사이는 지하도에서 연결된다.

### 승강장
| 번호 | 노선              | 방향 | 행선                                                  | 비고                                                                                        |
| ---- | ----------------- | ---- | ----------------------------------------------------- | ------------------------------------------------------------------------------------------- |
| 1    | ■ 다카라즈카 본선 | 하행 | 다카라즈카・기요시코진・가와니시노세구치・니가와 방면 | 니가와 방면은 다카라즈카 역에서 환승이 된다.                                                |
| 2    | ■ 다카라즈카 본선 | 상행 | 오사카 (우메다)・고베・ 교토・기타센리 방면           | 다카라즈카 방면에서의 열차. 다만, 고베, 교토, 기타센리 방면은 모두 주소 역에서 환승이 된다. |
| 3    |                   |      |                                                       | 미 사용                                                                                     |
| 4    |                   |      |                                                       | 미 사용                                                                                     |
| 5    | ■ 미노오 선       | 하행 | 사쿠라이・마키오치・미노오 방면                       | 선 내 회차 전용 승강장                                                                      |

## 역 주변
본 역 주변에는 오사카 대학을 비롯한 여러 학교들과 사립 학교 스쿨 버스도 발착하어 학생들의 이용객도 많다. 또한, 이시바시 역 주변 도로 폭이 좁은데 특히 동쪽 개찰구 쪽에서는 택시 환승의 경우 교통상 매우 위험하다.
- 히가시구치
  - 한큐 메밀 국수 이시바시 역 구내점
  - 한큐 택시 이시바시 영업소
  - 국도 제176호선
  - 마치 카네야마
  - 오사카 대학 도요나카 캠퍼스(문, 법, 경제, 이론, 기초 공학부 등)[1][2]
    - 오사카 대학 종합 학술 박물관

  - 이케다 시 이시바시 플라자(이케다 시립 도서관 분관)

- 니시구치
  - 이시바시아카이바시 상가
  - 기타오사카 신용 금고 이시바시 지점
  - 한큐 오아시스 이시바시점
  - 라이프 스포츠 KTV 이시바시점
  - 긴키오사카 은행 이시바시 지점
  - 미쓰비시도쿄UFJ은행 이케다 지점 이시바시 출장소
  - 미쓰이스미토모 은행 이케다 지점 이시바시 출장소
  - 한큐 이시바시 버스 정류장
  - 이케다 택시 이시바시 영업소
  - 국도 제171호선
  - 이케다이시바시 우체국
  - 도요시마노 공원
  - 이케다 시민 문화 회관(아제리아 홀)
  - 센신 고등학교
  - 이케다 시립 종합 스포츠 센터
  - 오사카 부립 원예 고등학교
  - 오사카 부립 이케다 고등학교

## 사진

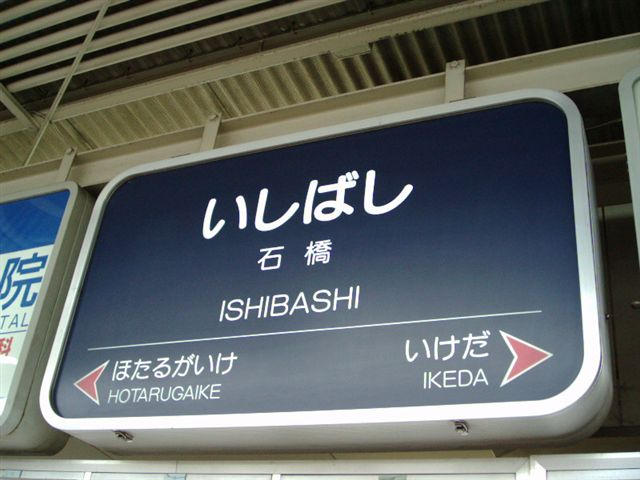
역명판

## 인접역
| 한큐 전철 ■ 다카라즈카 본선                                              | 한큐 전철 ■ 다카라즈카 본선                     | 한큐 전철 ■ 다카라즈카 본선                                  |
| ------------------------------------------------------------------------ | ----------------------------------------------- | ------------------------------------------------------------ |
| HK-03 주소 우메다 방면                                                   | ■ 특급 "닛세이 익스프레스"                      | 이케다 HK-49 닛세이추오 방면                                 |
| HK-46 도요나카 우메다 방면                                               | ■ 통근특급(상행 아침 러시아워에만 운행)         | 이케다 HK-49 가와니시노세구치 방면                           |
| HK-47 호타루가이케 우메다 방면                                           | ■ 급행 ■ 준급 ■ 보통                            | 이케다 HK-49 다카라즈카・히바리가오카하나야시키 방면         |
| HK-47 호타루가이케 우메다 방면                                           | ■ 준급(미노오 선 직통은 아침 러시아워에만 운행) | (- 사쿠라이) 다카라즈카・히바리가오카하나야시키・미노오 방면 |
| 한큐 전철 ■ 미노오 선(아침 저녁 러시아워에는 일부 우메다 방면 직통 운행) |                                                 |                                                              |
| (- 호타루가이케) 우메다 방면                                             | ■ 준급 ■ 보통                                   | 사쿠라이 HK-57 미노오 방면                                   |